# Inenek-Inti
Inenek-Inti (Jnn-k [ˁ=j], "[El meu] Ka perdura"?) va ser una reina egípcia de la VI Dinastia. Era una de les esposes del faraó Pepi I.

## Títols
Els títols coneguts d'Inenek són els següentsː
- Princesa hereditària (iryt-p`t)
- Primera en l'Elit (ḥ`tit-p`t)
- Dona del Rei (hmt-niswt)
- Dona del Rei, la seva estimada (ḥmt-niswt mryt.f)
- Filla de Merehu (z3t-Mrḥw)
- Filla de Geb (z3t-Gb)

Els egiptòlegs creuen, per la seva titulatura, que Inenek hauria estat la reina principal de Pepi I durant almenys la primera part del seu regnat. Entre els seus càrrecs hi ha el molt inusual de djati en una reina, el que reforça aquesta teoria. Marques de picapedrer en alguns blocs trobats a la piràmide del rei, que identificaven a les quadrilles d'obrers i els encarregats de les obres (també trobades a les pedreres i d'altres piràmides, incloent la gran piràmide de Gizeh) també la nomenen com l'arquitecta de l'obra; això pressuposaria que el rei Pepi va encarregar a la seva esposa la supervisió de la construcció del monument.

## Tomba

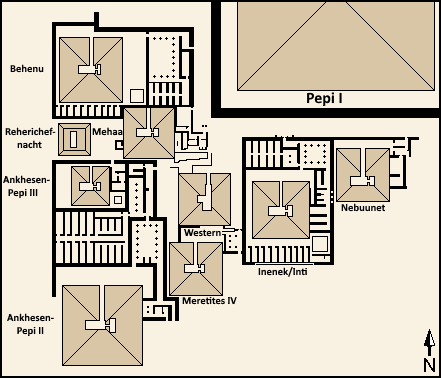
Situació de la piràmide d'Inenek-Inti.

Inenek-Inti va ser enterrada en una piràmide a Saqqara. La seva piràmide forma part del complex piramidal del seu marit Pepi I. Aquest complex està situat a l'oest del de la reina Nubuenet. És possible que Inenek-Inti fos una mica més important que Nubuenet, ja que la seva piràmide i el seu temple mortuori són lleugerament més grans que els de Nubuenet.
El complex d’Inenek-Inti està envoltat per un mur perimetral. El seu temple mortuori va ser construït de manera que l'edifici tombés per una cantonada. El temple mortuori incloïa un petit vestíbul amb pilars i un pati obert amb diverses taules d'ofrena.